# Udaczino (obwód wołogodzki)
Udaczino (ros. Удачино) – wieś w Rosji, w rejonie wielikoustidzkim obwodu wołogodzkiego. W 2010 r. liczyła 11 mieszkańców.